# Everydays: The First 5000 Days
Everydays: The First 5000 Days (с англ. — «Ежедневно: первые 5000 дней») — цифровое изображение представляющее собой коллаж изображений из серии «Ежедневно», созданных американским художником Майком Винкельманном (под псевдонимом Beeple). Everydays при стартовой цене 100 долларов было продано 11 марта 2021 года за 69,34 миллиона долларов, что сделало его третьим по стоимости произведением современного искусства, проданным при жизни своего автора.
Так как работа не имеет физического воплощения и представлена исключительно в форме цифрового файла в формате JPEG с разрешением 21 069×21 069 пикселей, который легко копируется и тиражируется, с аукциона продавался не сам файл с картиной, а связанный с ним уникальный токен (NFT), сформированный в блокчейне и удостоверяющий право собственности на произведение. Это стало первым случаем, когда подобный объект был продан на аукционе «Кристис».

## Серия «Ежедневно»

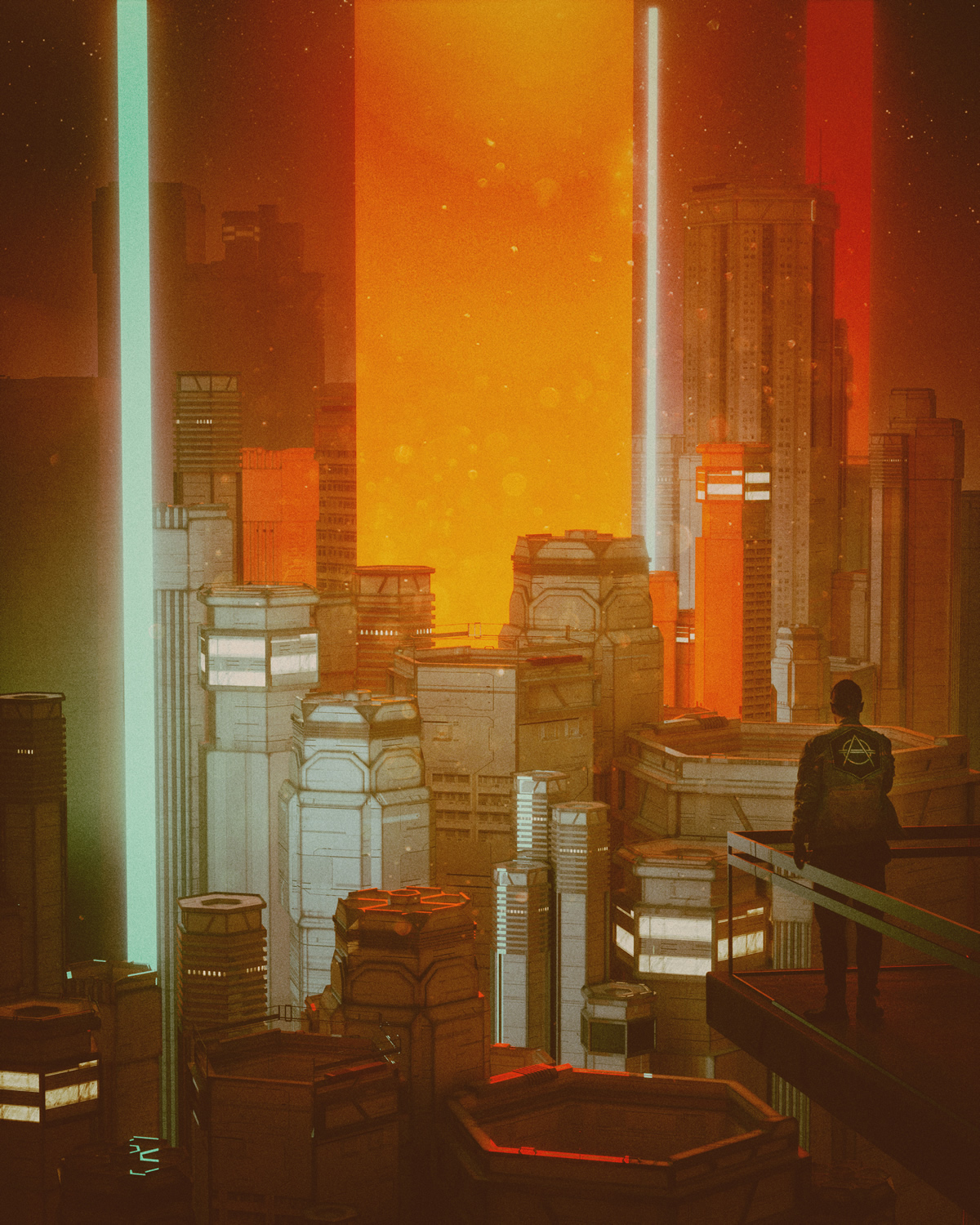
«Ежедневно» в июне 2016 г.

Винкельманн создал серию работ «Ежедневно», публикуя новое изображение каждый день, начиная с 1 мая 2007 года. С тех пор он не пропустил ни дня. Новые изображения Винкельманн публиковал даже в день своей свадьбы и в день рождения своих детей.
На запуск проекта его вдохновил Том Джадд, который писал новую картину каждый день в течение года. Винкельманн решил, что это эффективный способ улучшить свои художественные навыки. Кроме того, это помогало ему получать контракты с владеющими интернет-маркетингом клиентами, такими как Apple, Nike, Coca-Cola и Louis Vuitton.
В последующем он каждый год фокусировался на новом навыке или изобразительном средстве. Например, в 2012 году он использовал Adobe Illustrator, а в 2015 — Cinema 4D. Работы Винкельманна часто изображают антиутопическое будущее. Часто он использует узнаваемые образы популярной культуры или политики, чтобы создавать актуальную сатиру.
Первые работы серии были достаточно простыми, однако со временем изображения стали использовать трёхмерную графику и становились, по словам самого художника, «более странными» и «более грубыми». К 2021 году они приобрели стилистику научно-фантастического комикса. Винкельманн тратит на создание каждого изображения от нескольких минут до нескольких часов.

## Коллаж и аукцион
В 2020 году из-за пандемии COVID-19 доходы Винкельманна от дизайнерских работ уменьшились, и он обратил внимание на растущий рынок уникальных токенов, которые представляют собой записи в блокчейне, удостоверяющие владение цифровым предметом.
Художник решил создать коллаж из 5000 изображений серии «Ежедневно», которые были им созданы к этому времени, и заключил партнёрское соглашение с аукционным домом «Кристис». Для последнего это был скорее эксперимент в области абсолютно новой формы продажи произведения искусства, которое не имело материального выражения. Продолжительность аукциона была установлена в 2 недели, а начальная цена — в 100 долларов США.
Цена постепенно начала расти, и этот рост ускорялся по ходу аукциона. В последние минуты шаг аукциона составлял более 1 миллиона долларов. Победила ставка в 60 миллионов долларов. Окончательная уплаченная сумма со всеми сборами составила 69 миллионов долларов.
Такой результат стал большой неожиданностью для всех — для самого художника, для «Кристис» и для других участников рынка произведений искусства.

## Оценки
Редактор отдела искусства BBC Уилл Гомперц в своей рецензии на Everydays отметил, что если отвлечься от финансовых вопросов и оценивать его как произведение искусства, то можно сказать, что оно является хорошим представителем жанра, основанного на эстетике комиксов, которое можно сравнить со странными и наполненными деталями шедеврами Иеронима Босха, поп-артом Энди Уорхола или макабрическими работами Филиппа Густона в мультипликационном стиле.
Хотя работы Винкельманна используют другую технологию и существуют в другой среде, их, по мнению Гомперца, вполне можно сравнивать с работами других художников, они имеют художественную и документальную ценность. В то же время он отметил, что для них характерна меньшая психологическая напряжённость, чем для работ, например, Дженнифер Пакер. Он сравнил Everydays с короткими шутками комедианта, несравнимыми с «романом, запечатлённым в рисунке», который способны создать величайшие художники.
Гомперц считает, что Everydays: The First 5000 Days в любом случае войдёт в историю — либо как эпизод перед коллапсом короткоживущего пузыря криптоискусства, либо как первая глава в истории нового вида искусства.
Также Гомперц отметил вред, который наносят окружающей среде энергозатратные криптографические вычисления, используемые для создания и поддержания криптографических токенов, в форме которых было продано Everydays.